# تاریخ پنج هزارساله ایران
تاریخ پنج هزارساله ایران عنوان کتابی است تالیف صدیق صفی زاده.

## درباره کتاب
این کتاب مشتمل بر ۲ جلد است که از تاریخ  پیشدادیان شروع شده و تا سلسله قاجاریان به اتمام می رسد.
در پیشگفتار این کتاب آمده است که ، نویسنده ،این کتاب را از بیست سال پیش از انتشار آن آغاز کرده و قصدش این بوده که از منابع و مآخذ موثق در این کتاب استفاده کند.
در این کتاب نه تنها از پادشاهان ایران به تفصیل سخن می گوید بلکه به تمدن های مختلف ، ازجمله مصر و یهودیان بنی اسرائیل نیز می پردازد.
در این کتاب همچنین از جزیره العرب و پیامبر اسلام و نیز خلفای راشدین ، امامان شیعه، خلافت امویان ، عباسیان ،نهضت شعوبیه  در ایران  و شعر در ایران پیش از اسلام نیز گفتارهایی دارد.